# Eneko Bóveda Altube
Eneko Bóveda Altube (Bilbao, 14 de desembre de 1988) és un exfutbolista professional basc, que ocupava la posició de defensa.

## Carrera esportiva

### Athletic Club
Sorgeix de Lezama, l'acadèmia de l'Athletic Club. Després de passar pels diversos filials, fou promocionat al Bilbao Athletic, a la segona B l'estiu de 2008.
Va debutar amb el primer equip a La Liga el 26 d'abril de 2009 en una victòria per 2–1 a casa contra el Racing de Santander, partit en què entrà al minut 70 substituint David López. De tota manera, va jugar la major part de la temporada amb l'equip B.

### Eibar
L'estiu de 2011 Bóveda va signar contracte amb la SD Eibar, també de Segona B. Va jugar regularment durant la temporada 2012–13 a Segona B, en què els Armeros varen assolir l'ascens a la segona divisió després d'una absència de quatre anys.
El 13 d'abril de 2014 Bóveda va marcar el seu primer gol com a professional, tot i que en una derrota a casa per 1–2 contra el CD Tenerife. Va jugar 18 partits durant la temporada 2013-14, en què el club va assolir per primer cop en la seva història l'ascens a la primera divisió.
Va marcar el seu primer gol a La Liga el 25 d'octubre de 2014, en un empat 1–1 a casa contra el Granada CF.

### Retorn a l'Athletic
El dia 1 de juliol de 2015 Bóveda va retornar a l'Athletic, després de refusar una renovació de contracte.

## Palmarès
Athletic Club
- 1 Supercopa d'Espanya: 2015[6]